# Pokémon: Giratina och krigaren från himlen
Pokémon: Giratina och krigaren från himlen är en japansk Pokémonfilm från 2008. Filmen regisserades av Kunihiko Yuyama. En svenskdubbad version av filmen släpptes 2011 på DVD, med en förkortad speltid på 70 minuter.  En längre, oavkortad version på 97 minuter har också visats på svensk TV. 

## Handling
Ash och hans vänner träffar Shaymin som är en vänligt sinnad pokémon som lever i skogen. En dag blir Shaymin av misstag indragen i ett krig mellan de legendariska pokémon Giratina och Dialga i en spegelvänd värld, ”Den omvända världen”. Ash, Dawn och Brock som upptäcker att denna pokémon är full av överraskningar.